# Борисов, Иван Михайлович
Иван Михайлович Борисов — советский хозяйственный деятель, Герой Социалистического Труда.

## Биография
Родился в 1929 году на хуторе Рогачев. Член КПСС
В 1942—1946 — ученик слесаря-инструментальщика, шофёр на заводе в Урюпинске.
В 1946—1949 — слесарь ремонтно-механического цеха НТМЗ.
В 1949—1952 — военнослужащий Советской армии в ГСОВГ.
В 1952—1959 — водитель НТМЗ.
В 1959—1961 — агломератчик Днепродзержинского металлургического завода.
В 1961—1989 — агломератчик, старший агломератчик Новотульского металлургического завода Министерства чёрной металлургии СССР.
Указом Президиума Верховного Совета СССР от 30 марта 1971 года присвоено звание Героя Социалистического Труда с вручением ордена Ленина и золотой медали «Серп и Молот».
Делегат XXV съезда КПСС.
Заслуженный металлург РСФСР.
В 1990-е годы — председатель Совета ветеранов АО «Тулачермет».
Умер в 2000 году в Туле.

## Награды и звания
- Герой Социалистического Труда (30.03.1971)
- Орден Ленина (30.03.1971)